# NGC 5129
NGC 5129 is een elliptisch sterrenstelsel in het sterrenbeeld Maagd. Het hemelobject werd op 19 maart 1787 ontdekt door de Duits-Britse astronoom William Herschel.

## Synoniemen
- UGC 8423
- MCG 2-34-12
- ZWG 72.65
- PGC 46836